# NATURALLY (ナチュラリー)
「NATURALLY (ナチュラリー)」は、1983年8月5日にリリースされた八神純子の17枚目のシングルである。発売元はディスコメイトレコード。

## 概要
表題曲「NATURALLY (ナチュラリー)」は、テレビ朝日放映ドラマ『女たちの課外授業』の主題歌に採用された。
B面曲「夕映え」はオリジナル・アルバム未収録となっている。

## 収録曲
1. NATURALLY (ナチュラリー) (4分39秒)
作詞：山川啓介／作曲：八神純子／編曲：瀬尾一三
2. 夕映え (4分29秒)
作詞・作曲：八神純子／編曲：瀬尾一三

## リリース日一覧
| 地域 | リリース日   | レーベル               | 規格       | カタログ番号 | 備考   |
| ---- | ------------ | ---------------------- | ---------- | ------------ | ------ |
| 日本 | 1983年8月5日 | ディスコメイトレコード | シングル盤 | DSF-244      | STEREO |

## タイアップ
| 曲順 | 曲名                     | タイアップ                                     | 備考 |
| ---- | ------------------------ | ---------------------------------------------- | ---- |
| A1   | NATURALLY (ナチュラリー) | テレビ朝日放映ドラマ『女たちの課外授業』主題歌 |      |

## 関連作品
- アルバム『FULL MOON』

## 参考資料
- オリコン『SINGLE CHART-BOOK COMPLETE EDITION 1968-2005』オリコン・マーケティング・プロモーション、2006年4月。ISBN 9784871310765。